# Kalcerrytus chimore
Kalcerrytus chimore là một loài nhện trong họ Salticidae.
Loài này thuộc chi Kalcerrytus. Kalcerrytus chimore được María Elena Galiano miêu tả năm 2000.